# Font de la Teula (Palafrugell)
La Font de la Teula de Palafrugell es troba en el paratge homònim de l'extrem sud del territori de Llofriu, en el terme municipal de Palafrugell. És una de les fonts més populars del municipi, coneguda pel gust ferruginós de la seva aigua i per un entorn equipat amb una taula, uns bancs i unes barbacoes d'obra.
Va ser construïda l'any 1907 i és rica en ferro. La família Barris va encrregar-se d'arranjar-la a primers del segle xx.